# Castrione digiticaudata
Castrione digiticaudata is een pissebed uit de familie Bopyridae. De wetenschappelijke naam van de soort is voor het eerst geldig gepubliceerd in 1995 door Markham.